# Richard Robarts
Richard Robarts (n. 22 septembrie 1944) este un fost pilot englez de Formula 1 care a evoluat în Campionatul Mondial în sezonul 1974.